# 片桐裕
片桐 裕（かたぎり ゆたか、1951年4月 - ）は、日本の警察官僚。第23代警察庁長官。

## 概要
東京都出身。東京大学法学部卒業。1975年警察庁入庁。2011年10月17日警察庁長官に就任し、「正しく、強く、国民の立場に立った警察を目指す」と述べた。また暴力団員による不当な行為の防止等に関する法律（暴力団対策法）改正について「なるべく早く成就するよう全力を尽くす」と決意を語った。
オウム真理教元幹部平田信が警視庁本部に出頭した際、別の警察署に赴くよう指示された問題で事実関係を認めた。「対応として不適切と言わざるをえない。基本にのっとって緊張感を持って職務に当たるよう指導を徹底して参りたい」と述べた。

## 略歴
- 1975年 - 警察庁警務局人事課付
- 1976年 - 警察庁刑事局保安部保安課
- 1977年 - 警察庁長官官房企画審査官付
- 1978年 - 佐賀県警察本部警備部警備課長
- 1980年 - 外務省大臣官房領事移住部領事第一課
- 1982年 - 広島県警察本部警備部公安課長
- 1983年 - 内閣法制局第一部参事官補
- 1986年 - 長崎県警察本部警務部長
- 1988年 - 警察庁交通局運転免許課理事官
- 1990年 - 警察庁交通局交通企画課理事官
- 1991年 - 千葉県警察本部警備部長
- 1992年 - 千葉県警察本部警務部長
- 1993年 - 公安調査庁調査第一部第三課長
- 1994年 - 公安調査庁調査第二部第三課長
- 1995年 - 沖縄県警察本部長
- 1997年 - 警察庁生活安全局生活環境課長
- 1999年 - 警察庁長官官房総務課長
- 2001年 - 警視庁生活安全部長
- 2002年 - 京都府警察本部長
- 2003年 - 警察庁長官官房首席監察官
- 2004年 - 警察庁長官官房総括審議官
- 2007年 - 警察庁生活安全局長
- 2008年 - 警察庁長官官房長
- 2009年 6月26日 - 警察庁次長
- 2011年10月17日 - 警察庁長官
- 2013年1月25日 - 退官
- 2013年6月 - 公益財団法人公共政策調査会理事長（非常勤）[注釈 1]
- 2013年9月18日 - 東京商工会議所顧問[3]
- 2014年6月23日 - 第一三共株式会社社外監査役[4]（～2018年6月18日退任[5]）
- 2021年4月 - 瑞宝重光章受章[6]。